# Василько Юрійович
Василько Юрійович  (? — після 1161) — князь з династії Мономаховичів, син Юрія Долгорукого. Згадується літописами у 1149—1162 роках. 1149 року отримав від батька місто Суздаль. У 1152—1155 роках мав уділ в Новгород-Сіверському князівстві. 1155 року, після утвердження Юрія у Києві, одержав в уділ Поросся, володів ним до 1161. У 1162 році був вигнаний братом Андрієм Боголюбським з Русі та вступив на службу до імператора Візантії Мануїла I Комніна (1143—1180) та отримав від нього чотири міста на нижньому Дунаї.